# Шашэмэнне
Шашэмэнне (амх. ሻሸመኔ) — город в центральной части Эфиопии, в регионе Оромия. Входит в состав зоны Западный Арси.

## Географическое положение
Город находится в центральной части региона, к югу от озера Шала, к северо-востоку от озера Ауаса, на высоте 2008 метров над уровнем моря.
Шашэмэнне расположен на расстоянии приблизительно 182 километров к юго-юго-западу (SSW) от столицы страны Аддис-Абебы.

## Население
По данным Центрального статистического агентства Эфиопии на 2007 год численность населения города составляла 100 454 человек, из которых мужчины составляли 50,43 %, женщины — соответственно 49,57 %. В конфессиональном составе населения 43,44 % составляют последователи эфиопской православной церкви; 31,15 % — мусульмане; 23,53 % — протестанты; 1,3 % — католики. По данным переписи 1994 года население Шашэмэнне насчитывало 52 080 человек.

## История
В 1948 году негус Хайле Селассие I подарил 500 акров (2 км²) земли выходцам из Ямайки и других мест Карибского бассейна, исповедующим растафарианство и выразившим желание поселится в Эфиопии. Первые переселенцы прибыли в 1955 году. В 2005 году Рита Марли, вдова ямайского музыканта, одного из самых известных исполнителей в стиле регги, Боба Марли, заявила о своих планах по эксгумации останков мужа на Ямайке и о перезахоронении их в Шашэмэнне.

## Транспорт
Ближайший аэропорт расположен в городе Ауаса.